# Championnat d'Italie de football de deuxième division 1948-1949
Navigation
Édition précédente Édition suivante
La saison 1948-1949 de Serie B, organisée par la Lega Calcio pour la troisième fois, est la 17e édition du championnat de deuxième division en Italie.
À l'issue de la saison, Côme termine à la première place et monte en Serie A 1949-1950 (1re division) accompagné par le vice-champion, Venise.

## Déroulement de la saison
Tous les clubs ayant assurés leur maintien lors de la saison 1947-1948 sont rejoints par quatre clubs relégués de Serie A. Aucun club n'est promu de Serie C pour revenir à un championnat avec une poule unique de 22 équipes. 
Les deux premiers du championnat sont promus en première division, les quatre derniers sont relégués en Serie C.

## Compétition
La victoire est à deux points, un match nul à 1 point.

### Classement
| Rang | Équipe           | Pts | J  | G  | N  | P  | Bp | Bc | Diff |
| ---- | ---------------- | --- | -- | -- | -- | -- | -- | -- | ---- |
| 1    | Côme             | 60  | 42 | 25 | 10 | 7  | 86 | 39 | +47  |
| 2    | VeniseR          | 52  | 42 | 21 | 10 | 11 | 69 | 44 | +25  |
| 3    | Vicence R        | 51  | 42 | 21 | 9  | 12 | 69 | 48 | +21  |
| 4    | Salernitana R    | 47  | 42 | 21 | 5  | 16 | 75 | 64 | +11  |
| 5    | Brescia          | 45  | 42 | 17 | 11 | 14 | 61 | 50 | +11  |
| 6    | Naples R         | 45  | 42 | 17 | 11 | 14 | 43 | 40 | +3   |
| 7    | Pro Sesto        | 44  | 42 | 18 | 8  | 16 | 61 | 51 | +10  |
| 8    | Legnano          | 42  | 42 | 17 | 8  | 17 | 73 | 66 | +7   |
| 9    | Pise             | 42  | 42 | 17 | 8  | 17 | 63 | 58 | +5   |
| 10   | S.P.A.L.         | 41  | 42 | 16 | 9  | 17 | 72 | 57 | +15  |
| 11   | Alexandrie R     | 40  | 42 | 17 | 6  | 19 | 70 | 54 | +16  |
| 12   | Hellas Vérone    | 40  | 42 | 16 | 8  | 18 | 62 | 73 | -11  |
| 13   | Syracuse         | 40  | 42 | 17 | 6  | 19 | 55 | 70 | -15  |
| 14   | Arsenale Taranto | 40  | 42 | 18 | 4  | 20 | 56 | 72 | -16  |
| 15   | US Cremonese     | 40  | 42 | 16 | 8  | 18 | 60 | 78 | -18  |
| 16   | Reggiana         | 39  | 42 | 18 | 3  | 21 | 56 | 56 | 0    |
| 17   | Empoli           | 38  | 42 | 15 | 8  | 19 | 53 | 76 | -23  |
| 18   | Spezzia          | 37  | 42 | 12 | 13 | 17 | 49 | 63 | -14  |
| 19   | Parme            | 37  | 42 | 12 | 13 | 17 | 42 | 59 | -17  |
| 20   | Lecce            | 36  | 42 | 14 | 8  | 20 | 57 | 68 | -11  |
| 21   | Seregno          | 34  | 42 | 11 | 12 | 19 | 51 | 72 | -21  |
| 22   | Pescara          | 34  | 42 | 11 | 12 | 19 | 49 | 71 | -22  |

|  | Promotion en Serie A                        |
|  | Relégation en Serie C                       |
|  | P : Promu de Serie C R : Relégué de Serie A |

- Spezzia et Parme étant à égalité de points un match d'appui est nécessaire pour déterminer le club qui sera relégué. Spezzia remporte le match 4 à 1 et se maintient en Serie B.